# Wazoo
Wazoo is een voormalig privaat dierenpark uit Sint-Niklaas aan de Dendermondsesteenweg. Het dierenpark werd gesloten in 1999.
Het dierenpark had geen vergunningen maar had een collectie met dieren, die tegen betaling te bezoeken was. De opening vond plaats in de tweede helft van de 20e eeuw. In 1999 werd het Dierentuinenbesluit van kracht, waardoor GAIA aanstuurde op een sluiting van deze lokale Wase zoo. De stad Sint-Niklaas heeft daarna de onderhoudskosten van de geplaatste dieren moet betalen, naast de gerechtskosten. Daarom heeft de stad in 2001 de uitbater voor de rechtbank gedaagd om de totale kosten (690.654 frank) terug te krijgen.

## Dieren
Gedurende de geschiedenis van het park hebben er verschillende diersoorten verbleven, waaronder:
- Bengaalse tijger, afkomstig van een zoo in Moskou
- Jaguar
- Kraagbeer
- Leeuw
- Lynx
- Moeraskat
- Monniksgier
- Panter
- Poema
- Poolvos
- Siberische tijger
- Steenarend
- Vos